# Kroger St. Jude International 1997
Il Kroger St. Jude International 1997 è stato un torneo giocato sul cemento indoor del Racquet Club of Memphis a Memphis nel Tennessee. 
È stata la 96ª edizione del Torneo di Memphis, facente parte della categoria ATP Championship Series nell'ambito dell'ATP Tour 1997.

## Campioni

### Singolare maschile
Michael Chang ha battuto in finale  Todd Woodbridge con il punteggio di 6–3, 6–4.

### Doppio maschile
Ellis Ferreira /  Patrick Galbraith hanno battuto in finale  Rick Leach /  Jonathan Stark con il punteggio di 6–2, 6–3.